# Trachylepis tandrefana
Trachylepis tandrefana is een reptiel uit de familie skinken (Scincidae). 

## Naam en indeling
De soort behoort tot het geslacht Trachylepis en werd voor het eerst beschreven door Ronald Archie Nussbaum, Christopher John Raxworthy en Jean-Baptiste Ramanamanjato in 1999. Oorspronkelijk werd de naam Mabuya tandrefana gebruikt. 

## Verspreiding en habitat
De hagedis komt voor in Afrika en leeft endemisch in Madagaskar. De soort wordt gevonden in het westen van het eiland, de zuidelijke populatie rondom de stad Morondava en de noordelijke in het district Soalala. Ook komt Trachylepis tandrefana voor in het natuurreservaat Tsingy de Bemaraha.